# Chnoemhotep en Nianchchnoem

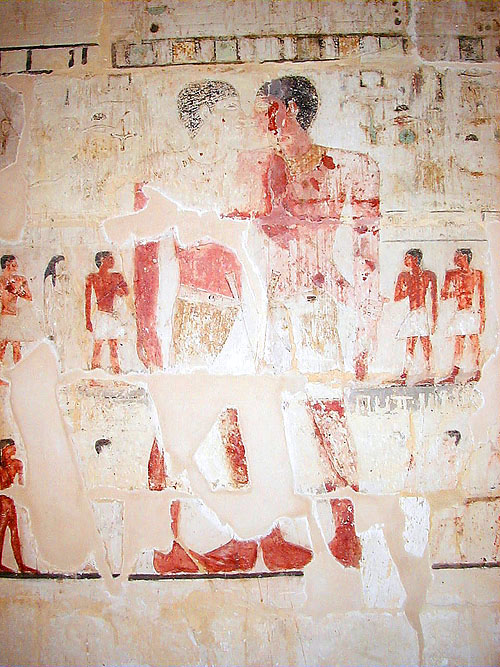
Tekening van Nianchchnoem en Chnoemhotep.

Chnoemhotep en Nianchchnoem waren twee mannen uit het oude Egypte en werkten als manicure aan het hof.

## Eerste homoseksuele paar?
Er bestaan gissingen dat deze mannen een seksuele relatie met elkaar hadden en het eerste gedocumenteerde homoseksuele paar in de geschiedenis zouden vormen.
Egyptologen en historici zijn het niet eens over de interpretatie van de schilderijen van Nianchchnoem en Chnoemhotep. Sommige geleerden geloven dat de schilderijen een voorbeeld zijn van homoseksualiteit tussen twee getrouwde mannen en bewijzen dat de oude Egyptenaren relaties van hetzelfde geslacht accepteerden. Andere wetenschappers zijn het daar niet mee eens. De egyptoloog Zahi Hawass is het idee toegedaan dat Chnoemhotep en Nianchchnoem elkaars tweelingbroer zijn en dat de reliëfs van omhelzingen en zoenen die in de tombe te vinden zijn, tekeningen van een innige broederschap zijn. Door Hawass' grote invloed in de egyptologie wordt deze uitleg als de officiële uitleg beschouwd. Historici zijn het hier echter dus niet over eens.

## Biografie
Over de levens van Chnoemhotep en Nianchchnoem is weinig met zekerheid te zeggen. De mannen werkten in de 5e dynastie van Egypte (in de 25e eeuw v.Chr.) aan het hof van farao Nioeserre en van Menkaoehor als manicure en droegen de titels Profeet van Ra in de zonnetempel van Nioeserre en Hoofdmanicuren in het Koninklijk Huis. Ze behoorden tot de officiële hofhouding en kregen daarom een eigen graftombe in de necropolis van Saqqara.

## De graftombe
In de graftombe van het duo zijn diverse veelbesproken reliëfs te zien. Een daarvan, hiernaast te zien, is dat van de mannen die elkaar innig zoenen. Zo'n tekening is de meest intieme die in de Egyptische kunst was toegestaan en werd in andere tombes alleen gebruikt om getrouwde stellen mee voor te stellen. Bovendien is er het reliëf te zien van een eetfestijn waar de mannen getweeën toekijken naar optredens van dansers en muzikanten. Volgens veel historici moet deze afbeelding het huwelijk van de mannen voorstellen. Er zijn echter ook tekeningen gevonden die een ander verhaal lijken te vertellen. Zo is vrijwel zeker dat de mannen beiden een vrouw en een zoon hadden. Ptahsjepses zou de zoon zijn van Chnoemhotep en Chenoet was waarschijnlijk Chnoemhoteps vrouw. Van Nianchchnoem zijn er diverse reliëfs gevonden waarop hij met zijn mogelijke vrouw Chentkaus en zijn zoon staat.

## Galerij

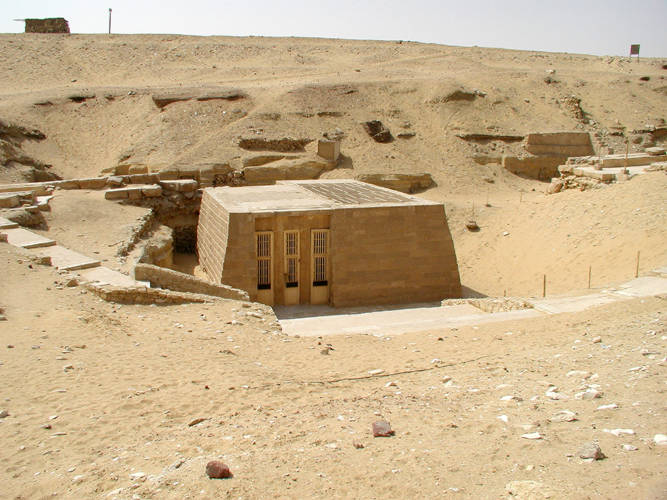
Mastaba van Nianchchnoem en Chnoemhotep.
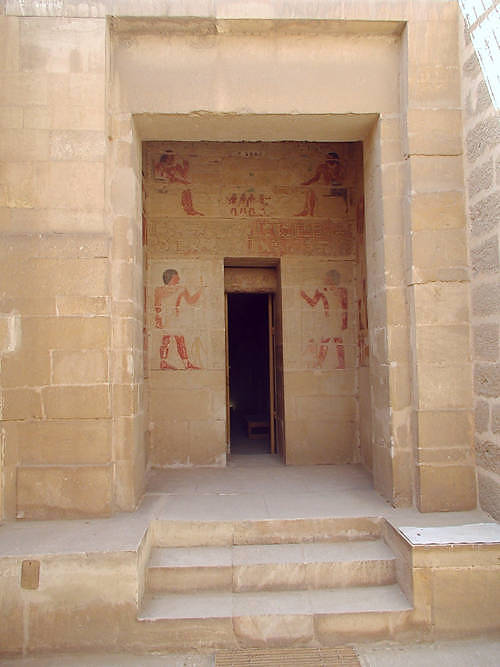
Ingang van de tombe
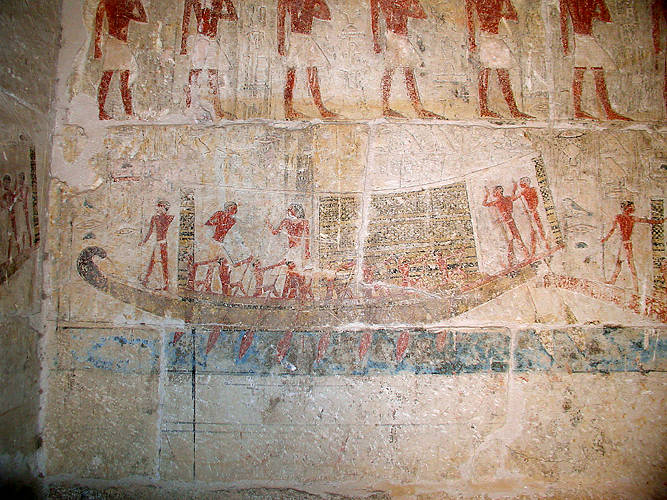
Scène met een boot.
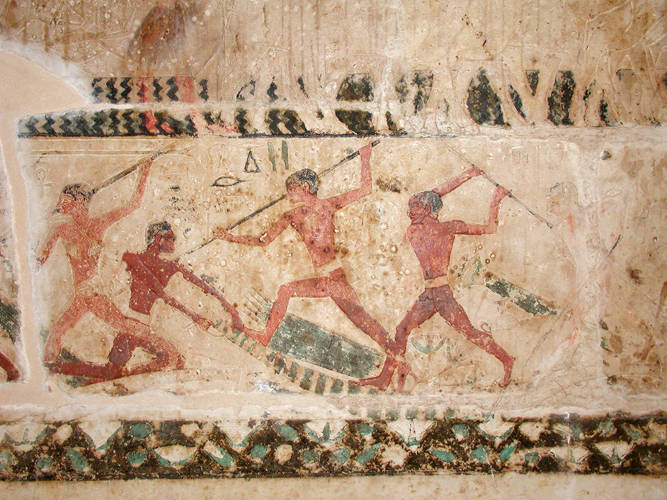
Jaagscène in de tombe
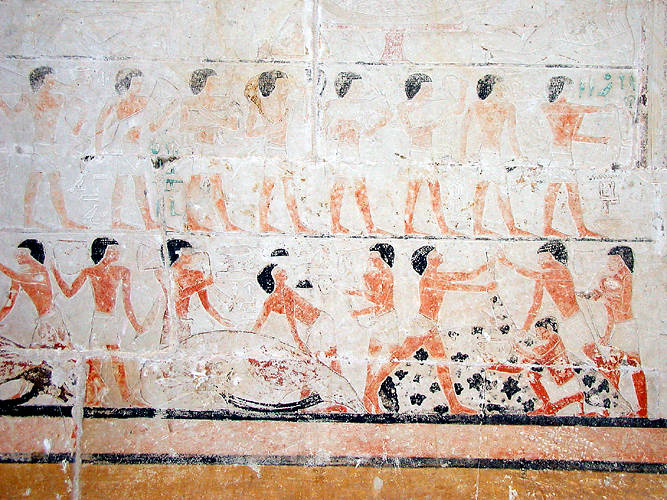
Slagers in actie in de tombe
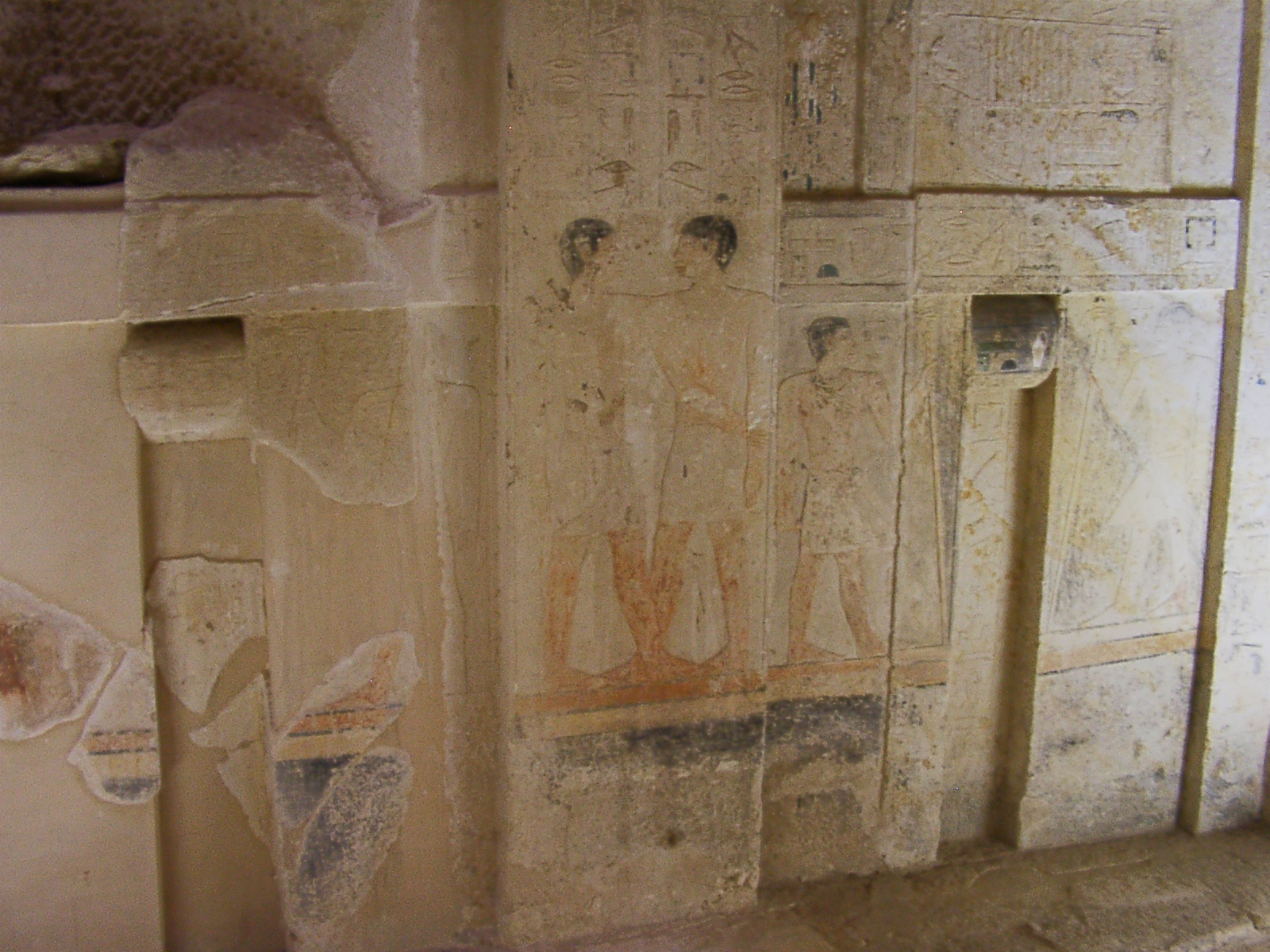
Valse deuren in de tombe.